# 聖マウリティウスの殉教 (グレコの絵画)
『聖マウリティウスの殉教』（西: Martirio de san Mauricio）はエル・グレコによる絵画作品。聖マウリティウスの一団の殉教の様子を描く。元々はフェリペ2世の注文で描かれ、エル・エスコリアル修道院の聖堂を飾る祭壇画の一つであったが、1584年にフェリペとヒエロニムス会士によって受け入れを拒否された。この出来事によってグレコはスペイン最大のパトロンとして国王を得ることに失敗し、宮廷画家への道が閉ざされることとなった。

## 依頼の経緯
フアン・フェルナンデス・ナヴァルテの死後、フェリペ2世は修道院の装飾の代行者を探す必要があった。グレコは当時カトリック教会からのパトロンを得ようとしており、その一環として描かれた。1580年4月25日に作品の購入が決定して画材のために何割かが先払いされた記録が残っている。完成と引き渡しに関しては研究家の間でも意見が分かれており、ハロルド・ウェゼイは1582年9月20日を、マニュエル・バルトロメ・コシオは1584年8月17日をそれぞれ主張している。

## 主題と画面構成
古代ローマのテーベ軍団長であった聖マウリティウスを中心としたキリスト教徒のみで編成されていた一団は、アフリカからガリア地方で起きた反乱を鎮圧するために進軍していた。しかしアゴナムにて、感謝祭の際生贄を捧げることを拒否した。そのため上司のヘラクレスの命によって数十人が虐殺され、マウリティウスは聖人となった。
本作には「異時同図法」という、異なる時間の流れを一つの構図の中に収める技法を使っている。本作では三つの時間が集められており、一番奥にローマ皇帝軍の行進、画面中景に処刑画面、手前に信仰に殉ずるか命令に従うかを部下と議論する場面が配置されている。マニエリスム独特の捻られた、緊迫感を感じさせない優美さを持った人物が特徴的である。
右手前の主題である4人の会話のシーンで取り上げられているのはマウリティウス(マウリシオ)のほか、カンディトゥス、エクリスィペリウス、ヴィクトルという『レゲンダ・アウレア』の中でマウリティウスと同様に殉教したとされる聖人たちである。中景となる左端では斬首による殉教と兵士たちが小さく描かれている。その上部ではそれぞれ勝利の冠とシュロの葉を掲げ、他の天使たちは楽器を奏でながら殉教を賛美する姿が描かれている。
右下にはグレコの署名が書かれた紙を蛇が銜え、傍にある切り株と草花と共に象徴的なイメージを形成していると吉川は述べている。また、マウリティウスの背後にはグレコの自画像があるとされている。

## 評価と報酬
本作は当時飾られることは無かったものの、グレコはこの作品で800ドゥカードという高額報酬を受け取っている。

## 受け入れを拒否された原因
グレコが到着した当時のスペインはレコンキスタの勝利から1世紀も経たないままで、かつコロンブスによる「新世界」の発見、さらにカルロス1世による神聖ローマ帝国とスペインの権力の掌握など、スペインが急激に成長した時期であった。また、ヨーロッパ全体が宗教的に衰退したのに対し、スペインはカトリック以外を除外するという方法で宗教の権威も高まっていた。このことはトリエント公会議の結果として公布されたトリエント教令をスペインがいち早く取り入れたことからもうかがえる。当絵画は『聖衣剥奪』の絵画と共に、この教令に含まれていた「聖像に関する教令」に触れるとされたのである。フェリペ二世はグレコが多くの人間からその技量を認められていたことを知っていた上で、この絵画について聖人についての絵画の大きな目的と効果は人々がそれに向かって信仰心を起こされるように描かれるべきで、祈る気をなくさせるような絵画ではないとホセ・デ・シグエンサ修道院長による証言がなされている。その一方でグレコはこのスペインの方針に従順でなく、また審美的価値より信仰の価値を重視することを読み違えたとされている。

## 絵画のその後

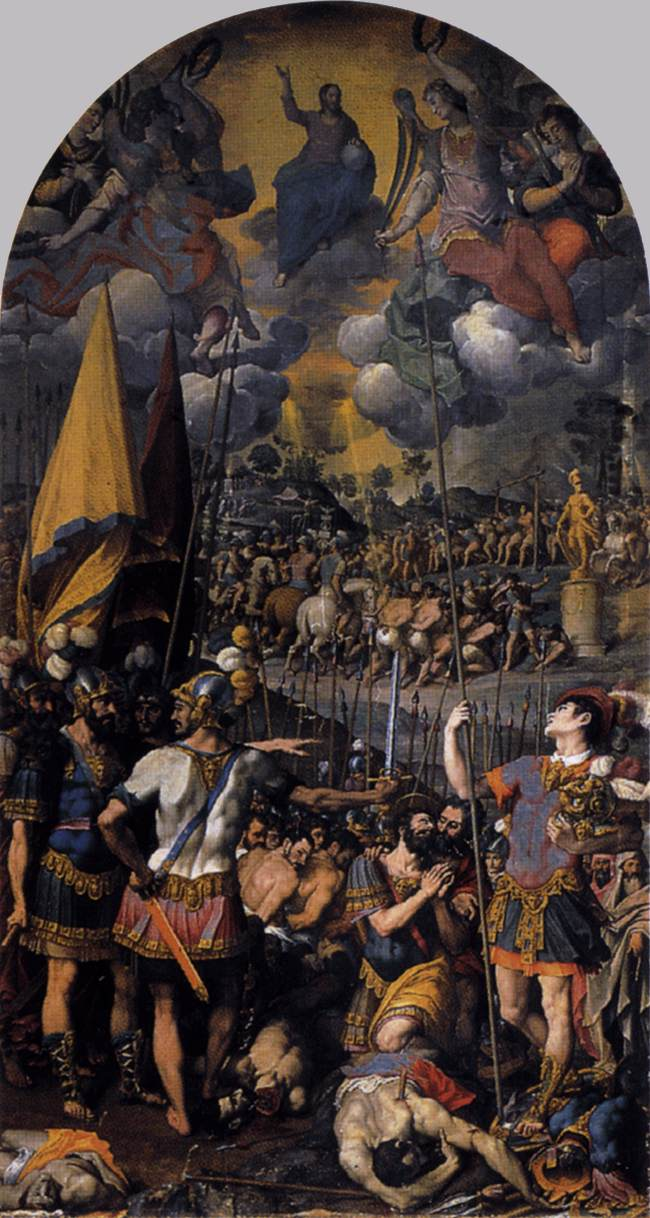
チンチナートによる同主題の絵画

当初は本作は飾られることなく、その後同じ主題をロムロ・チンチナートに描かせ、そちらを1584年8月31日に差し替えて展示した。

## 他のメディアにおいて
1961年、スペインで切手の日にスペインの画家シリーズにて、グレコで切手が作られた際の一作にも選ばれた。印刷は本作のメインとなる決断の場面を紫色で行っている。